# Sint-Ignatiuskathedraal

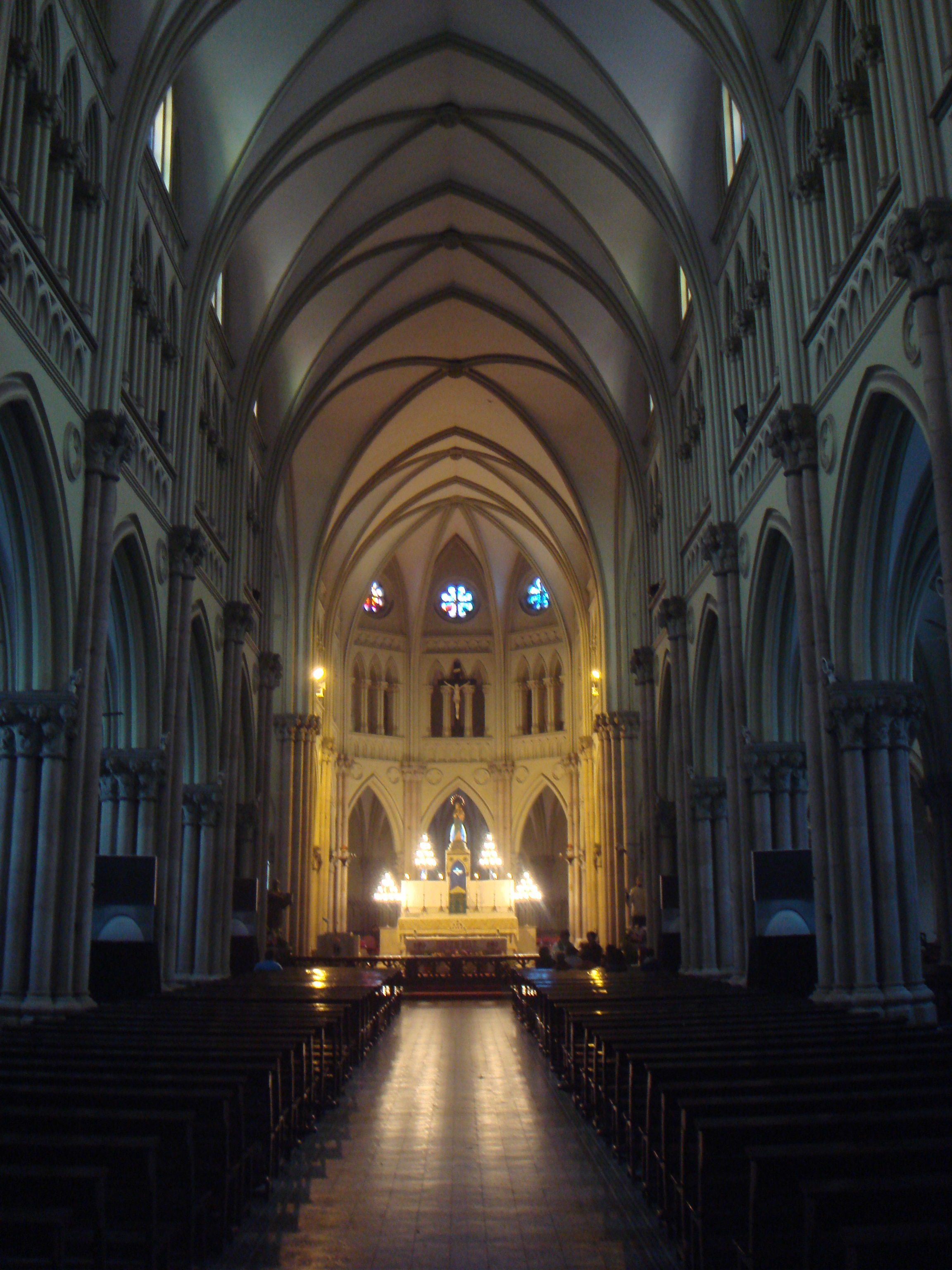
Interieur van de Sint-Ignatiuskathedraal

De Sint-Ignatiuskathedraal is een neogotische kathedraal in Shanghai in het Xujiahuidistrict en is opgedragen aan Sint Ignatius van Loyola (1491-1556). Een andere naam voor deze kerk is Xujiahuikathedraal. Deze naam verwijst naar de mandarijn Xu Guangqi (1562-1633), de eerste Chinees die door Matteo Ricci werd bekeerd tot het christendom.

## Geschiedenis
De kathedraal werd ontworpen door de Engelse architect William Doyle en werd door Franse Jezuïeten gebouwd tussen 1905 en 1910. Ze biedt plaats aan circa 2500 gelovigen. De kerk werd in 1966 vernield, bij het begin van de Culturele Revolutie. Zo werden onder meer de torenspitsen afgebroken en alle glasramen vernietigd. Gedurende tien jaar werd het gebouw gebruikt door het communistisch regime als opslagplaats voor graan.
De kerk kreeg zijn functie terug in 1978 en de torenspitsen werden hersteld in het begin van de jaren 80.
In 1989 werd de eerste Mis in de landstaal gevierd door Bisschop Aloysius Jin Luxian. De voorgangers waren toen E.H. Thomas Law uit Hongkong, E.H. Joseph Zen uit Hongkong (die later bisschop van Hongkong en kardinaal werd) en E.H. Edward Malatesta uit San Francisco.
Aan de restauratie van de kathedraal wordt verder gewerkt. In 2002 werd begonnen aan een project om nieuwe glasramen te installeren naar een ontwerp van Wo Ye, een kunstenaar uit Peking en E.H. Thomas Lucas, een jezuïet van de University of San Francisco. Dit project zou klaar moeten zijn voor de Wereldtentoonstelling in 2010.

## Missen
- Zondag: 06:00, 07:30, 10:00 en 18:00
- Weekdagen: 7:00

## Vervoer
De Sint-Ignatiuskathedraal kan worden bereikt met de Shanghai Metro Lijn 1 (Xujiahuistation).

## Trivia
De kathedraal komt voor in de openingsscène van de film Empire of the Sun, een film van Steven Spielberg van 1987.